# Kladno
Kladno – miasto w Czechach, w kraju środkowoczeskim. Według danych z roku 2024 powierzchnia miasta wynosiła 36,97 km², a liczba jego mieszkańców – 69 078 osób.
Miasto było ośrodkiem górnictwa węgla kamiennego (Kladneńsko-Rakowickie Zagłębie Węglowe), hutnictwa żelaza oraz przemysłu maszynowego, elektrotechnicznego, materiałów budowlanych.

## Położenie i uwarunkowania naturalne
Kladno położone jest 25 km na zachód od Pragi na równinnej wyżynie Kladenskiej będącej zachodnią częścią płaskowyżu Praskiego na granicy z Pogórzem Křivoklátskim. Południowa i zachodnia część znajduje się na płaskim terenie, który tworzy granicę dorzecza
pomiędzy Wełtawą i Berounką. W kierunku północnozachodnim znajduje się kilka niedużych dolin. W mieście nie ma żadnych większych cieków prócz kilku potoków. Kladno jest prawie całe otoczone lasem.

## Dzielnice
W obrębie administracyjnym miasta Kladna znajduje się 6 dzielnic:
- Dubí – z tej miejscowości są najstarsze archeologiczne znaleziska z obszaru dzisiejszego miasta z VII-IX wieku. Ta dzielnica obejmuje wcześniejsze wsie Dubí, Dříň i Újezd pod Kladnem.
- Kladno
- Kročehlavy – wieś aż do połowy XIX wieku, potem szybki rozwój, który doprowadził do tego, że po pierwszej wojnie światowej były jedną z największych wsi w Czechosłowacji. To spowodowało awans do rangi miasta w 1931 roku. Rok wcześniej też tutaj został zbudowany kościół. Po drugiej wojnie światowej razem z Dubí i Rozdělovem połączone z Kladnem.
- Rozdělov – wieś powstała dopiero w XVIII wieku w rezultacie rozdzielenia pól folwarku.
- Švermov – powstała dopiero w 1949 roku przez połączenie gmin Motyčín i Hnidousy. Połączona z Kladnem jako ostatnia dzielnica w 1980 roku.
- Vrapice – połączone z Kladnem w 1960 roku. Wcześniej średniowieczna wieś, która zanikła w XV-XVI wieku, była odbudowana przez górników pod koniec XVIII wieku. Zabytkowy jest kościół pw. św. Mikołaja, nawa jest gotycka, ale prezbiterium jest tworzone połową rotundy, wcześniejszego kościoła.

Historia dzielnic jest mało opracowana, publikacje patrz do rozdziału o historii Kladna.

## Historia
Do XVI wieku większa wieś z kościołem i twierdzą, która była siedzibą tutejszego rodu szlacheckiego Kladenskich z Kladna. Po wymarciu kladenskiej linii tego rodu dominium kladenskie odziedziczyli Żdziarscy ze Żdziaru. Jerzy ze Żdziaru dokonał w drugiej połowie XVI wieku awansu Kladna do rangi miasteczka. Chociaż miasteczko dostało różne przywileje, zostało małe aż do drugiej połowy XIX wieku. Kladenska linia Żdziarskich ze Żdziaru wymarła po mieczu w roku 1670. Po ostatnim z nich dziedziczyły jego siostry, które podzieliły między siebie dominium kladenskie. Kladno z okolicą dostała Maria Maxmiliana Ewa. Po niej dziedziczyli Lambergowie. Ci jednak dominium sprzedali już w 1701 roku właścicielce sąsiedniego dominium Busztehrad, a ta sprzedała je następnie 1705 r. benedyktynom z klasztoru w Brzewnowie koło Pragi. Ci posiadali dominium Kladno aż do zniesienia poddaństwa w 1848 roku. Wtedy zaczął się rozwój eksploatacji węgla i hutnictwa. To prowadziło do szybkiego rozwoju miasta. Z tego powodu dzisiaj miasto jest 13. pod względem wielkości miastem w Czechach.

## Sport
- HC Kladno – klub hokejowy
- SK Kladno – klub piłkarski
- VK Kladno – klub piłki siatkowej mężczyzn

## Miasta partnerskie
- Vitry-sur-Seine, Francja
- Bellevue, Stany Zjednoczone
- Akwizgran, Niemcy